# Carlota Guilhermina de Saxe-Coburgo-Saalfeld
Carlota Guilhermina de Saxe-Coburgo-Saalfeld (14 de junho de 1685 - 5 de abril de 1767) foi uma princesa alemã que, por casamento, se tornou condessa de Hanau-Münzenberg.

## Biografia
Carlota era filha de João Ernesto IV, Duque de Saxe-Coburgo-Saalfeld e da sua primeira esposa, a duquesa Sofia Edviges de Saxe-Merseburgo.
Casou-se com o conde Filipe Ricardo de Hanau-Münzenberg no dia 26 de Dezembro de 1705. O duque era já viúvo e Carlota foi a sua segunda esposa, tendo vindo a viver mais de meio século após a morte do marido. O seu dote de casamento foi de 18,000 florins. Desta união não nasceram descendentes.
Após a morte do marido, recebeu o Castelo de Babenhausen como residência de viuvez. Com a morte do conde João Ricardo III de Hanau-Lichtenberg, a linha masculina da Casa de Hanau extinguiu-se. O condado foi anexado a Hesse e foi dividido entre as linhas de Hesse-Cassel e Hesse-Darmstadt. Carlota recebeu a casa estatal de Salzhaus na cidade antiga de Hanau, onde viveu o resto da sua vida.

## Morte
Carlota morreu no dia 5 de abril de 1767 em Salzhaus. Era o último membro sobrevivente da Casa de Hanau. Foi enterrada a 11 de abril de 1767 na cripta da família na Igreja Luterana (actualmente chamada Velha Igreja de São João) em Hanau. A sua sepultura sofreu graves danos quando a cidade foi bombardeada durante a Segunda Guerra Mundial.

## Genealogia
| Carlota Guilhermina de Saxe-Coburgo-Saalfeld | Pai: João Ernesto IV, Duque de Saxe-Coburgo-Saalfeld | Avô paterno: Ernesto I, Duque de Saxe-Gota                         | Bisavô paterno: João II de Saxe-Weimar                             |
| Carlota Guilhermina de Saxe-Coburgo-Saalfeld | Pai: João Ernesto IV, Duque de Saxe-Coburgo-Saalfeld | Avô paterno: Ernesto I, Duque de Saxe-Gota                         | Bisavó paterna: Doroteia Maria de Anhalt                           |
| Carlota Guilhermina de Saxe-Coburgo-Saalfeld | Pai: João Ernesto IV, Duque de Saxe-Coburgo-Saalfeld | Avó paterna: Isabel Sofia de Saxe-Altemburgo                       | Bisavô paterno: Isabel de Brunswick-Wolfenbüttel                   |
| Carlota Guilhermina de Saxe-Coburgo-Saalfeld | Pai: João Ernesto IV, Duque de Saxe-Coburgo-Saalfeld | Avó paterna: Isabel Sofia de Saxe-Altemburgo                       | Bisavó paterna: João Filipe de Saxe-Altemburgo                     |
| Carlota Guilhermina de Saxe-Coburgo-Saalfeld | Mãe: Sofia Edviges de Saxe-Merseburgo                | Avô materno: Cristiano I de Saxe-Merseburgo                        | Bisavô materno: João Jorge I, Eleitor da Saxônia                   |
| Carlota Guilhermina de Saxe-Coburgo-Saalfeld | Mãe: Sofia Edviges de Saxe-Merseburgo                | Avô materno: Cristiano I de Saxe-Merseburgo                        | Bisavó materna: Madalena Sibila da Prússia                         |
| Carlota Guilhermina de Saxe-Coburgo-Saalfeld | Mãe: Sofia Edviges de Saxe-Merseburgo                | Avó materna: Cristiana de Schleswig-Holstein-Sonderburg-Glücksburg | Bisavô materno: Filipe de Schleswig-Holstein-Sonderburg-Glücksburg |
| Carlota Guilhermina de Saxe-Coburgo-Saalfeld | Mãe: Sofia Edviges de Saxe-Merseburgo                | Avó materna: Cristiana de Schleswig-Holstein-Sonderburg-Glücksburg | Bisavó materna: Sofia Edviges de Saxe-Lauemburgo                   |